# Harpobittacus septentrionis
Harpobittacus septentrionis är en näbbsländeart som beskrevs av Christine Lynette Lambkin 1994. Harpobittacus septentrionis ingår i släktet Harpobittacus och familjen styltsländor. Inga underarter finns listade i Catalogue of Life.